# Andreas Ottl
Andreas Ottl (Monaco di Baviera, 1º marzo 1985) è un ex calciatore tedesco, di ruolo centrocampista.

## Carriera

### Club
Cresciuto nel vivaio del Bayern Monaco, club della sua città, è approdato in prima squadra nel 2007 dopo aver militato nel Bayern Monaco II, la formazione amatoriale.
Il 2 gennaio 2010 viene ceduto in prestito al Norimberga, insieme a Breno. Tornato al Bayern a fine stagione, il 21 maggio 2011 da svincolato firma un triennal con l'Hertha Berlino, club della capitale neo-promosso in Bundesliga

### Nazionale
Ha partecipato ai Mondiali Under-20 del 2005.

## Palmarès

### Club

#### Competizioni nazionali
- Campionato tedesco: 3

Bayern Monaco: 2005-2006, 2007-2008, 2009-2010
- Coppa di Germania: 3

Bayern Monaco: 2005-2006, 2007-2008, 2009-2010
- Coppa di Lega tedesca: 1

Bayern Monaco: 2007
- Supercoppa di Germania: 1

Bayern Monaco: 2010